# Sébastien Masson-Ouriet
Pour les articles homonymes, voir Masson.
Sébastien Masson-Ouriet, né le 24 février 1817 à Reims et mort le 29 octobre 1881 à Châlons-en-Champagne, est un sculpteur connu pour ses figurines caricaturales de la bourgeoisie locale des villes de Vitry-le-François, de Châlons-en-Champagne à l'époque et de Reims.

## Biographie
Sébastien Masson est né à Reims le 24 février 1817.
Il est le fils de Jacques Masson, luthier et organiste de la cathédrale Notre-Dame, et de Marie-Jeanne Prévoteau.
Son véritable métier est confiseur qu’il a pratiqué à Vitry-le-François au début des années 1840. Sa profession l’oblige à acquérir quelques connaissances en moulage et le conduit à devenir un sculpteur amateur.
Il épouse une jeune femme du nom d’Ouriet d’où son nom d’artiste Masson-Ouriet.
En 1875, il rejoint sa fille et son gendre à Châlons-sur-Marne (actuelle Châlons-en-Champagne).
Dans cette ville, il devint le trésorier de la Société d’agriculture, commerce, sciences et arts de la Marne.
Il décède à Châlons-en-Champagne le 29 octobre 1881.

## Son œuvre

### Ses sculptures

Statues en plâtre et terre
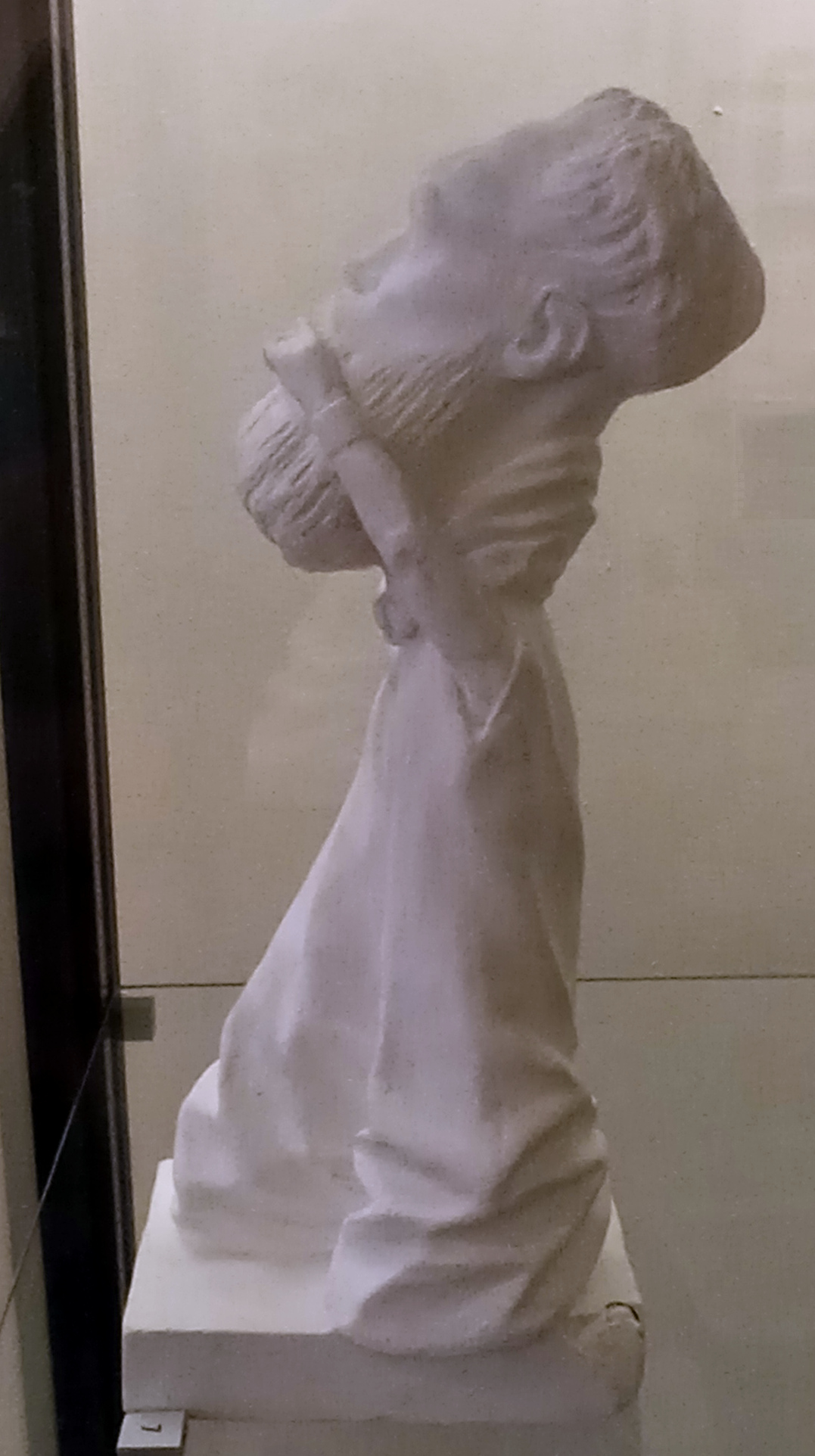
Eugène Courmeaux
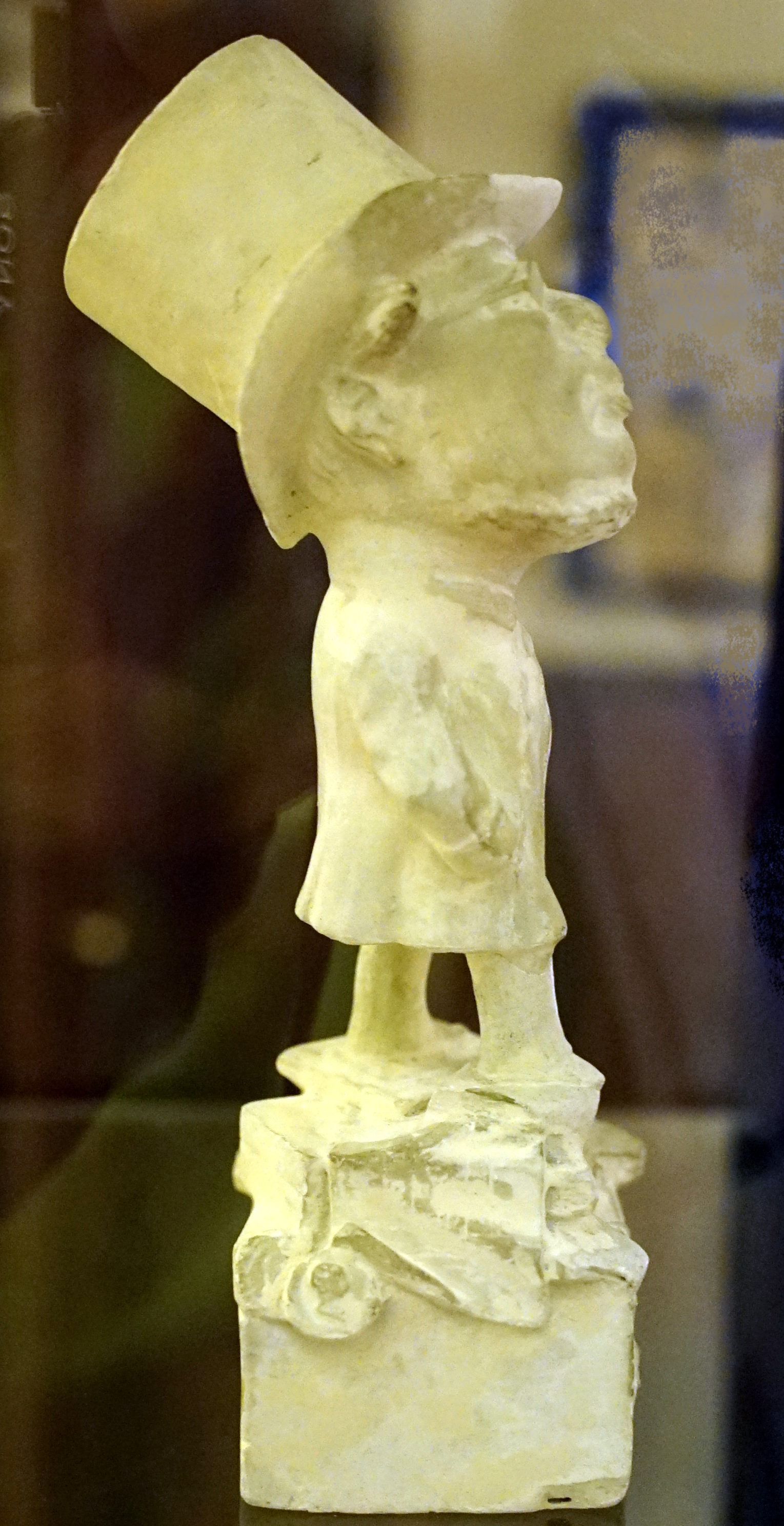
Jacques-Joseph Maquart
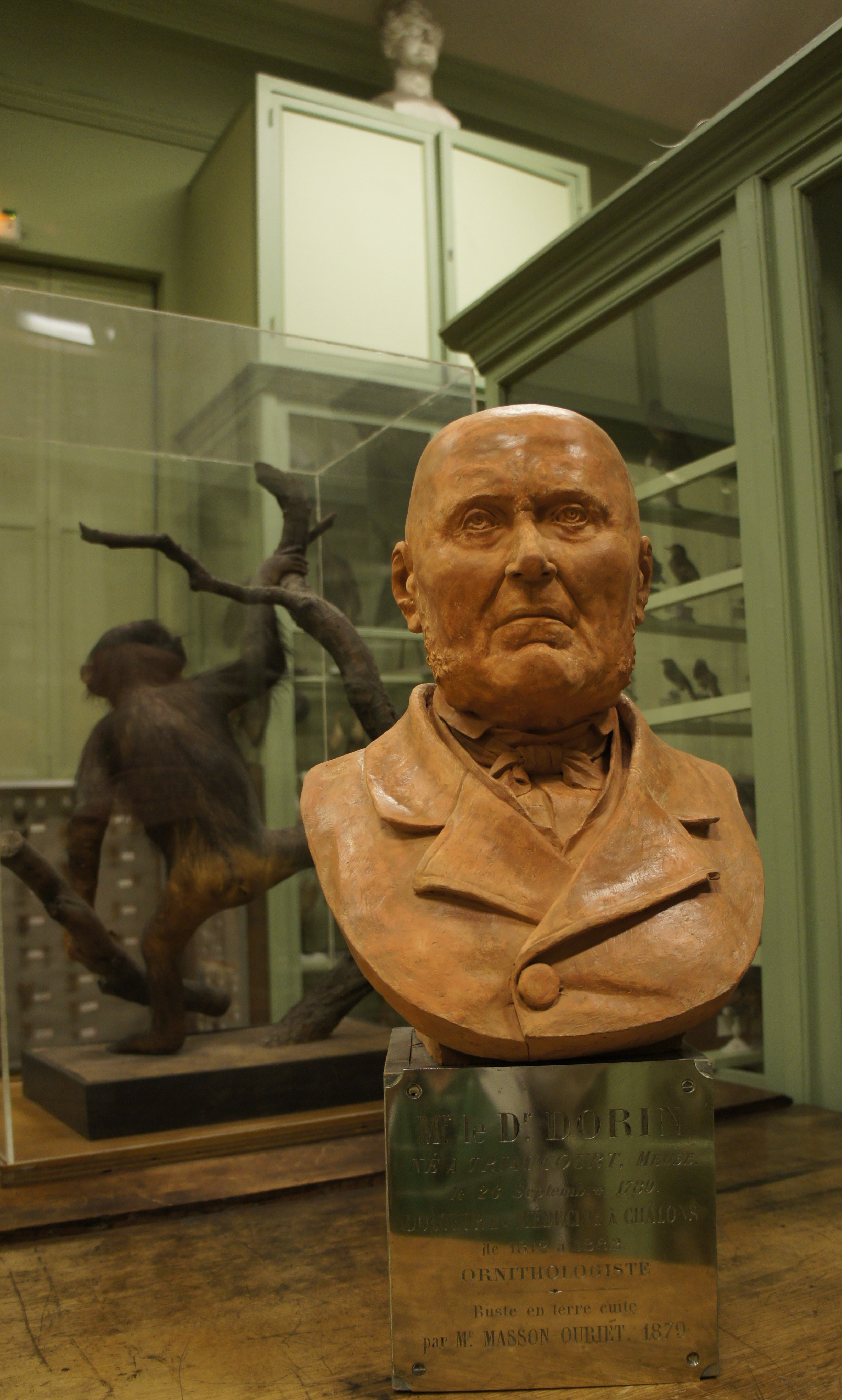
Jean Louis Xavier Dorin
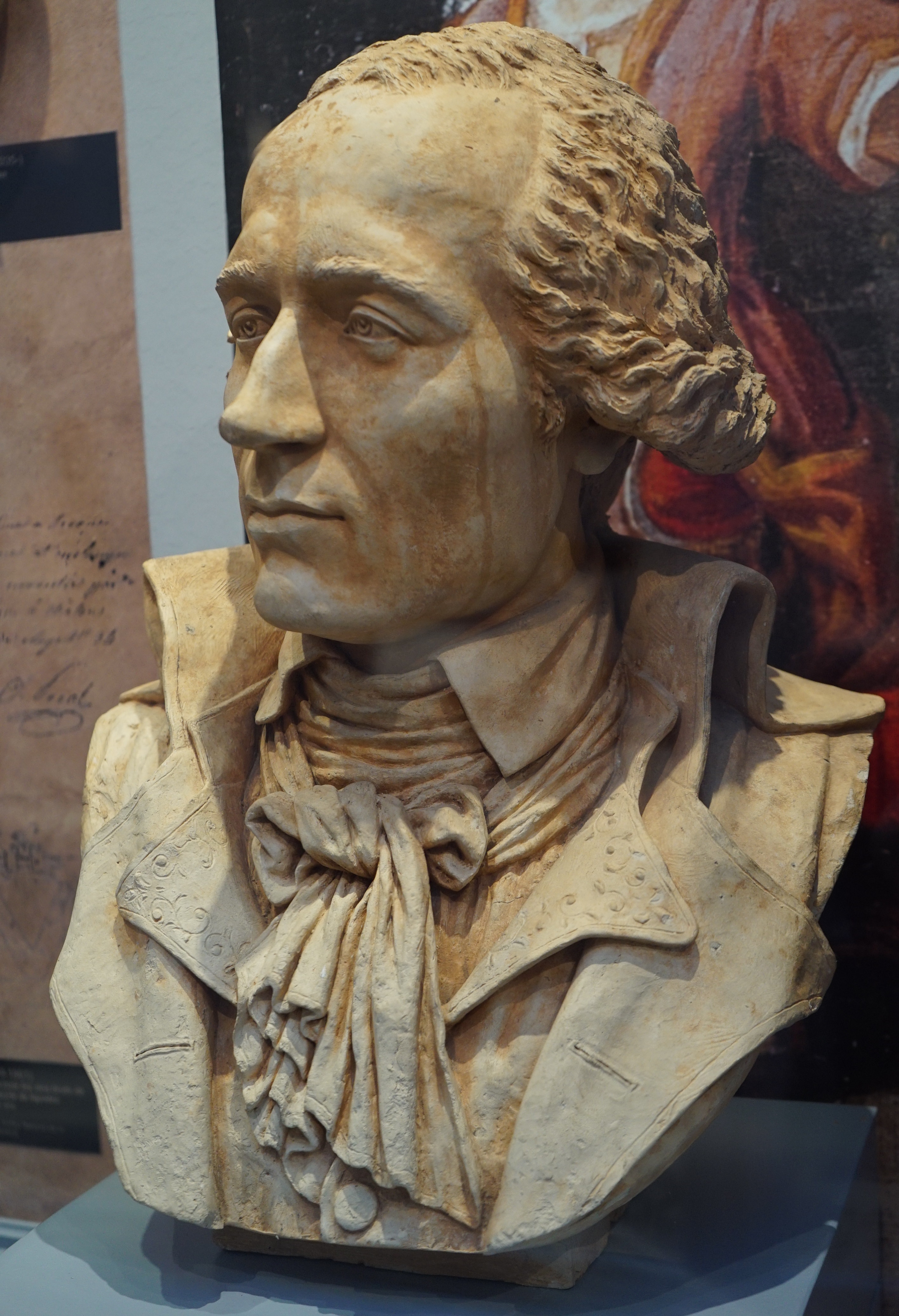
Charles Pierre Narcisse Moignon.

### Style
Il a pratiqué la Caricature en modelant des statuettes de terre et de plâtre de ses contemporains à Vitry-le-François, Châlons-en-Champagne et à Reims.

## Expositions
- Exposition au Musée de Châlons-sur-Marne, du 2 juillet au 3 octobre 1994,
- Expose au Salon de Paris en 1866, 1869 et 1870,
- Expose à Reims entre 1869 et 1880 lors des expositions de la Société des Amis des Arts[2].